# Rocca Priora
Rocca Priora é uma comuna italiana da região do Lácio, província de Roma, com cerca de 9.563 habitantes. Estende-se por uma área de 28 km², tendo uma densidade populacional de 342 hab/km². Faz fronteira com Artena, Lariano, Monte Compatri, Palestrina, Rocca di Papa, San Cesareo.

## Demografia
| Variação demográfica do município entre 1861 e 2011                               |
|                                                                                   |
| Fonte: Istituto Nazionale di Statistica (ISTAT) - Elaboração gráfica da Wikipedia |